# Bernardo Cortés Maldonado
Bernardo Cortés Maldonado, també conegut com «El Poeta de la Barceloneta», (Jaén, 1934 - Barcelona, 3 de març de 2017) va ser un escriptor, actor i cantautor espanyol resident a Olesa de Montserrat.

## Biografia
Bernardo Cortés va néixer a Jaén el 1934 i es va traslladar a Barcelona el 1952, als 19 anys, per treballar a la indústria tèxtil. Durant vuit anys, va ser emigrant a França, Bèlgica i Suïssa, i, un cop retornat a Barcelona, va tenir una empresa d'enderrocs i excavacions fins que el seu soci va morir en un accident, cosa que el va fer caure en una depressió. Amb el temps es va dedicar a cantar als restaurants i escriure poesia. Els anys vuitanta, va ser introduït al món de la televisió per Valerio Lazarov, i a partir d'aquí va actuar en diferents programes com ara Gente Divertida. Va esdevenir més popular sent caricaturitzat per Oriol Grau com a «Palomino», en el programa presentat per Andreu Buenafuente, La cosa nostra.
Fins als últims temps, Cortés es va dedicar a tocar la guitarra i cantar entre els comensals de les terrasses i restaurants de la Barceloneta, on s'havia convertit en una institució, i no deixà de lluitar contra la seva pròpia paròdia, desmentint a tothom que ell es digués «Palomino». Va publicar diversos llibres: Barceloneta de Barcelona, Materia y espíritu, Amanecer cantando i Poemas de la Barceloneta. També va editar diferents discos, com ara Maravillosa vida l'any 1999, on cantava una ranxera en la qual retia un homenatge a la seva mare i a la seva esposa, i Siempre jóvenes l'any 2012, i va participar en pel·lícules com Lola, de Bigas Luna, El invernadero, de Santiago Lapeira.
Bernardo va morir a l'Hospital del Mar, a la Barceloneta, el 3 de març de 2017.